# Národní park Kurská kosa
Národní park Kurská kosa nebo Národní park Kuršská kosa (litevsky Kuršių nerijos nacionalinis parkas) je jeden z pěti národních parků v Litvě. Nachází se v Klaipėdském kraji. Rozprostírá se na západě země na ploše 264,74 km² a zahrnuje Kurskou kosu (37 % rozlohy parku), Kurský záliv (16 % rozlohy parku) na východě a Baltské moře (47 % rozlohy parku) na západě. Na jihu sousedí s ruským Národním parkem Kurská kosa. Oblast byla vyhlášena národním parkem v roce 1991 po získání nezávislosti Litvy poté, co zde již od roku 1961 existovala chráněná krajinná oblast. Kurská kosa je od roku 2000 zařazena na listinu Světového dědictví UNESCO.

## Příroda
Park chrání: Velkou kurskou kosu, staré parabolické duny u Juodkrantė, mrtvé nebo šedé duny u bývalých, dnes opuštěných osad Agila a Nagliai, opuštěné duny Parnidžio a Didžioji, opuštěné půdy, ale i pobřeží a pobřežní záplavové oblasti, charakteristickou flóru a faunu a lesy. Cenné jsou ochranné pobřežní háje, charakteristická rostlinná a živočišná společenstva Kurské kosy, lesy s fragmenty hájů, lagunové a mořské ekosystémy.
Oblast je ptačí migrační trasou, kudy na jaře a na podzim prolétají miliony různých druhů ptáků. Ve vzdálenosti 30 km od Klaipédy se nachází kroužkovací stanice ptáků. Skvělé výhledy jsou z vyhlídek na Garnių kalno (Čapí vrch), v přírodní rezervaci Nagliai, na dunách Parnidžio a Vecekrugo  a na úpatí dun Karvaičiai, v zátoce Pervalka, na duně Meška Head.
Park je jedinečný, protože úzký poloostrov Kurská kosa mezi Kurským zálivem a Baltským mořem je tvořen pískem, který sem přinášejí vodní proudy. Větrné duny, vlhké nížiny, pláže - celá tato relativně mladá krajina se neustále mění. Rozsáhlé plochy dun byly zalesněny, aby zadržely pohybující se písek. Ve starém smrkovém lese, zejména blíže k moři, rostou stromy kvůli neustálým větrům nakloněny pod úhlem. Břehy laguny jsou zde písčité, s několika zátokami porostlými rákosím. Na mnoha místech se do laguny svažují písečné břehy dosud pohyblivých dun. Suchá a neúrodná půda, náhlé a časté změny počasí a silné větry bránily rozšiřování osídlení a podporovaly vznik charakteristické vegetace.

## Flora
V národním parku roste 900 druhů rostlin, z nichž 13 taxomů je zapsáno v litevské červené knize. Dvacet procent (2922 ha) rozlohy parku pokrývá dunová a luční vegetace. Silné větry, pohyblivé písky, suchá půda, slaná voda a časté změny počasí způsobují, že přírodní podmínky pobřežní nížiny připomínají evropské stepi. Od západu na východ, od Baltského moře po Kurský záliv, střídá jedna přírodní zóna druhou:
- pláž se vzácnými rostlinami pomořanky baltické (Cakile baltica).

- Duny pokrývají kuřinečka pryšcovitá (Honckenya peploides), kamýš obecný (Ammophila arenaria), ječmenice písečná (Leymus arenarius), slanobýl draselný (Salsola kali) a další halofyty, které tvoří první bariéru pohyblivému písku. Dále se zde vyskytuje hrachor přímořský (Lathyrus japonicus), kozí brada (Tragopogon heterospermus), jestřábník okoličnatý (Hieracium umbellatum), Viola litoralis, lnice (Linaria loeselii). Na východních svazích dun roste stepní běžec šáter latnatý (Gypsophila paniculata) a máčka přímořská (Eryngium maritimum), které mají dlouhé kořeny, jež jim umožňují získat vodu z hloubky. Solitérní vrby, borovice a růže svraskalá (Rosa rugosa), která vytváří malé trsy.[1]

- písčité pláně s pobřežními dunami jsou porostlé pavincem horským (Jasione montana), paličkovcem šedavým (Corynephorus canescens), kostřavou červenou (Festuca rubra), ostřicí písečnou (Carex arenaria), mateřídouškou úzkolistou (Thymus serpyllum). Vlhké plochy pokrývají vrba pětimužná (Salix pentandra) a šicha černá (Empetrum nigrum).

- Pevné písky jsou pokryty smíšenými lesy s kůrou stromů hustě pokrytou lišejníky. Na kurské kose bylo nalezeno na 224 druhů lišejníků.[1] Většina pohyblivých písků byla osazena před rokem 1938.

- rozsáhlé duny jsou porostlé zakrslými lesy borovice klečí (Pinus mungo montana) s bylinnými formacemi pobřežních dun s příměsí Helichrysum.

- Pobřežní laguny pokrývají březové lesy s bylinnými formacemi písčitých mezidunových rovin. Rákos obecný (Phragmites australis) chrání pobřeží před erozí. V mokřadech  se hojně vyskytuje skřipinec dvojbliznový (Schoenoplectus tabernaemontani), bahnička mokřadní (Eleocharis palustris), ostřice ostrá (Carex acutiformis).

Sedmdesát procent (6852 ha) území parku pokrývají lesy, převážně borové, z nichž polovina jsou nepůvodní: 53 % porostů tvoří borovice lesní (Pinus sylvestris) a 27 % borovice kleč (Pinus mungo), která byla introdukována v roce 1850. Dále se zde vyskytují borovice Banksova (Pinus banksiana), borovice černá (Pinus nigra), borovice vejmutovka (Pinus strobus), borovice ostnitá (Pinus muricata) a borovice krymská (Pinus nigra pallasiana). V národním parku se nachází 68 ha smrkových lesů, ve kterých roste smrk ztepilý (Picea abies), smrk sivý (Picea glauca) a smrk pichlavý (Picea pungens). Dalšími jehličnany jsou jalovec obecný (Juniperus communis), jedle bělokorá (Abies alba), jedle ojíněná (Abies concolor), modřín opadavý (Larix decidua) a zámořská douglaska tisolistá sivá (Pseudotsuga menziesii var. glauca).
Z listnatých dřevin, které pokrývají dvacet procent půdy, je nejrozšířenější bříza (Betula) s malou příměsí borovice (1028 ha), olše (Alnus) 206 ha, dub (Quercus) a jasan (Fraxinus) několik hekarů. Na písečných dunách byly vysazeny javor babyka (Acer campestre), javor tatarský (Acer tataricum), javor jasanolistý (Acer negundo), javor klen (Acer pseudoplatanus), buk lesní (Fagus sylvatica), jasan pensylvánský (Fraxinus pennsylvanica) a ptačí zob obecný (Ligustrum vulgare).
Nejstarší (100–150 let staré) přirozené lesy borovice, smrku a dubu rostou v okolí Juodkranté na starých parabolických dunách a Nidy. V podrostu lesů je hojná brusinka a borůvka (Vaccinium vitis–idaea, V. myrtillus) a pstroček dvoulistý (Maianthemum bifolium). V okolí Juodkranté se vyskytuje zimozel severní (Linnaea borealis), který je nejen v Litvě vzácný. Na vlhkých místech v blízkosti šedých dun v březových hájích se vyskytuje hmyzožravá rostlina rosnatka okrouhlolistá (Drosera rotundifolia).

## Fauna
V národním parku žije 40 druhů savců. Největším z nich je los (Alces alces), symbol Kurské kosy. Během druhé světové války byli losi vyhubeni, ale v roce 1948 se znovu objevili. Protože losi aktivně žerou mladé borovice, jsou na ně každoročně vydávány kvóty lovu. V roce 2014 žilo v parku 30 zvířat. Divočáci (Sus scrofa) jsou menší než kontinentální divočáci, kteří se v období nouze přibližují k domům a hledají potravu. Poměrně časté: srnec obecný (Capreolus capreolus), zajíc polní (Lepus europaeus), liška obecná (Vulpes vulpes), jezevec lesní (Meles meles), psík mývalovitý (Nyctereutes procyonoides), kuna lesní (Martes martes), lasice hranostaj (Mustela erminea), lasice kolčava (Mustela nivalis), ondatra pižmová (Ondatra zibethica), norek americký (Mustela vison), vydra říční (Lutra lutra), někdy se na pobřeží objevuje tuleň kuželozubý (Halichoerus grypus).  Stále málo prozkoumaná je fauna netopýrů a hlodavců. V opadaném listí na zemi lze nalézt myšici lesní (Apodemus flavicollis) a rejsek obecný (Sorex). 
Na rozdíl od kontinentu ptáci na podzim a v zimě Kurskou kosu neopouštějí. Na území parku žije více než 300 druhů ptáků. Přes kosu prochází migrační trasa ptáků z Bílého moře (10–11 tisíc ročně). V Juodkranté byla vybudována pozorovací stanice pro stěhovavé ptáky. Na jaře a na podzim se v parku vyskytuje řada ptáků včetně: pěnkavy (Fringilla), sýkory (Parus), krahujec obecný (Accipiter nisus), káně (Buteo), orlovec říční (Pandion haliaätus), motáci (Circus), kachny (Anatidae), potápky (Podiceps), labutě malé (Cygnus columbianus) a labutě zpěvné (Cygnus Cygnus) na březích lagun, na plážích jespák obecný (Calidris alpina), koliha velká (Numenius arquata), břehouš (Limosa), ústřičník velký (Haematopus ostralegus), rybák černý (Chlidonias niger) a rybák obecný (Sterna hirundo), rackovití (Larus). V letní sezóně na ní hnízdí více než 100 druhů ptáků: skřivan polní (Alauda arvensis), pěnkava obecná (Fringilla coelebs), budníček (Phylloscopus), červenka obecná (Erithacus rubecula), Turdus, sýkora (Parus), rákosníkovití (Acrocephalus), potápka roháč (Podiceps cristatus), kachna divoká (Anas platyrhynchos) a labuť velká (Cygnus olor). Mezi vzácné ptáky patří orel mořský (Haliaëtus albicilla), luňák hnědý (Milvus migrans), ostříž lesní (Falco subbuteo), kuklík písečný (Charadrius hiaticula), holub doupňák (Columba oenas) a linduška úhorní (Anthus campestris).
V oblasti zimují tisíce vodních ptáků: turpan černý (Melanitta nigra) a turpan hnědý (Melanitta fusca), hoholka lední (Clangula hyemalis), potáplice (Gavia), morčák velký (Mergus merganser) a hohol severní (Bucephala clangula). V Juodkranté se nachází největší a nejstarší smíšená kolonie kormoránů velkých (Phalacrocorax carbo) a volavek popelavých (Ardea cinerea) v Litvě, ve které roce 2000 vyvedli 582 a 1360 mláďat.
V laguně žije na 50 druhů ryb. Na Kurské kose se vyskytuje na 470 druhů motýlů a 300 druhů brouků.

## Obyvatelstvo
V národním parku se nacházejí čtyři rybářské vesnice: Juodkranté, Pervalka, Preila a Nida, které byly v roce 1961 spojeny do jedné osady Neringa. Pohyblivé písky dun zaplavují starobylé osady a hřbitovy. V letech 1675–1854 takto zaniklo čtrnáct vesnic.